# 莫桑比克驻华大使馆
莫桑比克驻华大使馆（葡萄牙語：Embaixada da República de Moçambique, Pequim），是莫桑比克共和国在中华人民共和国的最高外交代表机构。馆址位于中国北京市朝陽區塔园外交人员办公楼1单元7楼2号，其领事处位于塔园外交公寓5号楼2单元112号。

## 历史
1975年6月25日，莫桑比克脱离葡萄牙正式成立，中華人民共和國在當天與莫桑比克建交。1983年，莫桑比克在北京开设大使馆，開始派遣駐華大使。该大使馆在1993年莫桑比克驻日大使馆开设以前也兼轄莫桑比克对日本的相关事务。该大使馆现阶段兼轄莫桑比克对朝鲜民主主义人民共和国的相关事务。
除大使馆本馆之外，莫桑比克还在澳门特别行政区设有总领事馆 （页面存档备份，存于），该总领事馆于2014年设立，莫桑比克也在香港特别行政区设有名誉领事。